# A Study in Scarlet (film, 1914, Pearson)
Pour les articles homonymes, voir A Study in Scarlet.
Pour plus de détails, voir Fiche technique et Distribution.
A Study in Scarlet est un film britannique réalisé par George Pearson, sorti en 1914. Il s'agit de la première adaptation filmée du roman Une étude en rouge d'Arthur Conan Doyle, mettant en scène le détective Sherlock Holmes. Le film est désormais considéré comme perdu et se trouve inscrit depuis 1992 sur la liste des films les plus recherchés par le British Film Institute.
L'équipe du film, composée de pionniers du cinéma britannique, est peu expérimentée : George Pearson vient de commencer sa carrière cinématographique l'année précédente, George Berthold Samuelson produit ici son deuxième film et le personnage de Sherlock Holmes est joué par un simple employé du bureau de George Berthold Samuelson. Le projet est néanmoins ambitieux et se caractérise notamment par la reconstitution d'une colonie américaine aux gorges de Cheddar, lieu de tournage choisi pour sa similarité naturelle avec les paysages de l'ouest américain qui constituent le cadre principal de l'intrigue.
Très peu de temps après la sortie du film, une seconde adaptation cinématographique d’Une étude en rouge sort aux États-Unis sous le même titre, A Study in Scarlet. Le film est réalisé par Francis Ford : le fait que les deux œuvres portent le même titre et soient sorties la même année porte régulièrement à confusion.
Deux ans après la sortie d’A Study in Scarlet, George Berthold Samuelson produit un second film adapté des aventures de Sherlock Holmes : The Valley of Fear (1916).

## Trame
L'intrigue du film n'est plus connue avec exactitude du fait que le film n'a pas été préservé.
D'après les informations du livre de référence Sherlock Holmes On Screen d'Alan Barnes, le scénario du film développé par Harry Engholm reprenait celui d’Une étude en rouge en inversant les deux grandes parties du roman. Le scénario du film démarrait ainsi par la partie se déroulant dans l'ouest américain et donnait à celle-ci une plus grande importance que la seconde partie se déroulant à Londres avec Sherlock Holmes.

## Réalisation
Le film est le deuxième produit par George Berthold Samuelson après Sixty Years a Queen (1913). Samuelson confie la réalisation du film à George Pearson, qui a également commencé sa carrière cinématographique un an plus tôt. Le personnage de Sherlock Holmes est joué par James Bragington qui n'est pas un acteur de profession mais un simple employé au sein du bureau de George Berthold Samuelson alors situé à Birmingham. James Bragington a été choisi pour jouer Sherlock Holmes du fait de sa ressemblance physique avec le personnage de Sherlock Holmes dessiné par Sidney Paget dans le Strand Magazine.
Le film est tourné en juin et juillet 1914. Les séquences en extérieur, correspondant à la première partie du film se déroulant dans l'ouest américain, sont principalement tournées aux gorges de Cheddar, qui correspondent à la volonté de Samuelson et Pearson de trouver un décor naturel « rappelant celui des Rocheuses et des plaines de Salt Lake ». Un important travail de mise en scène est réalisé pour reconstituer l'ambiance d'une colonie américaine d'époque : un cortège de caravanes typique de la conquête de l'ouest est recréé en ayant recours de nombreux figurants. Les scènes se déroulant au bord de Salt Lake sont quant à elles tournées sur les plages de Southport et les séquences se déroulant à Londres sont tournées dans le studio cinématographique alors tout juste créé à Isleworth par George Berthold Samuelson à la suite du succès du premier film qu'il a produit l'année précédente.

## Fiche technique
Source principale de la fiche technique :
- Titre original : A Study in Scarlet
- Réalisation : George Pearson
- Scénario : Harry Engholm, adapté du roman A Study in Scarlet d'Arthur Conan Doyle
- Photographie : Walter Buckstone
- Production : George Pearson et George Berthold Samuelson
- Société de production : George Berthold Samuelson Productions
- Distribution :  Royaume-Uni : Moss
- Pays d'origine :  Royaume-Uni
- Format : Noir et blanc - Son : muet - 1,37:1[2] - Format 35 mm[2]
- Genre : Film dramatique [2]
- Durée : (1.752 mètres)
- Dates de sortie : 
  -  Royaume-Uni : Octobre 1914[2], puis resortie le 28 décembre 1914[2]

## Distribution
- James Bragington : Sherlock Holmes
- Fred Paul : Jefferson Hope
- Agnes Glynne : Lucy Ferrier
- Henry Paulo : John Ferrier
- James Le Fre : Père
- Winifred Pearson : Lucy, un enfant

## Accueil
En 1915, le magazine Pictures and the Picturegoer publie une critique élogieuse du film, évoquant une « intrigue ingénieuse » et un bon jeu d'acteur de la part de Fred Paul, qui incarne le personnage de Jefferson Hope.

## Analyse
Du fait de l'importance donnée dans ce film aux séquences se déroulant dans l'ouest américain, Alan Barnes considère qu’A Study in Scarlet constitue « très certainement le premier film d'un sous-genre très confidentiel : le western britannique ». Alan Barnes remarque également que James Bragington est probablement le premier acteur à avoir incarné Sherlock Holmes à l'écran avec une deerstalker, accessoire devenu par la suite typique de la représentation du détective dans l'imaginaire populaire.